# English Football League Two 2017-18
La English Football League Two 2017-18 (referida como Sky Bet League Two por motivos de patrocinio), fue la decimocuarta temporada de la EFL League Two  y la vigesimoquinta temporada en su actual formato de división de liga, que corresponde a la cuarta categoría del fútbol inglés y la disputan 24 equipos que buscan el ascenso a la EFL League One.

## Participantes

### Ascensos
Doncaster Rovers, Plymouth Argyle al igual que el Portsmouth consiguieron el ascenso a la English Football League One 2017-18, mientras que el Blackpool fue el cuarto equipo que consiguió el ascenso tras ganar la final de los play-offs ante el Exeter City.
Lincoln City aseguró su ascenso a la EFL League Two 2017-18. Forest Green Rovers consiguió el ascenso tras ganar la final de los play-offs ante el Tranmere Rovers.

### Descensos
Port Vale, Swindon Town, Chesterfield y Coventry City fueron los cuatro equipos que descendieron de la EFL League One 2016-17.
Leyton Orient y el Hartlepool United fueron relegados a la National League

### Ascensos y descensos
| Pos | a EFL League Two                |
| --- | ------------------------------- |
| 1º  | Lincoln City                    |
| 3º  | Forest Green Rovers (Promoción) |

| Pos | a EFL League Two |
| --- | ---------------- |
| 21º | Port Vale        |
| 22º | Swindon Town     |
| 23º | Coventry City    |
| 24º | Chesterfield     |

| Pos | a EFL League One |
| --- | ---------------- |
| 1º  | Portsmouth       |
| 2º  | Plymouth Argyle  |
| 3º  | Doncaster Rovers |
| 4º  | Blackpool        |

| Pos | a National League |
| --- | ----------------- |
| 23º | Hartlepool United |
| 24º | Leyton Orient     |

## Equipos de la temporada 2017-18
| Equipo              | Ciudad         | Entrenador       | Estadio                        | Capacidad |
| ------------------- | -------------- | ---------------- | ------------------------------ | --------- |
| Accrington Stanley  | Accrington     | John Coleman     | Wham Stadium                   | 5 057     |
| Barnet              | Londres        | Rossi Eames      | The Hive Stadium               | 6 418     |
| Cambridge United    | Cambridge      | Shaun Derry      | Abbey Stadium                  | 8 127     |
| Carlisle United     | Carlisle       | Keith Curle      | Brunton Park Stadium           | 17 949    |
| Cheltenham Town     | Cheltenham     | Gary Johnson     | LCI Rail Stadium               | 7 066     |
| Chesterfield        | Chesterfield   | Gary Caldwell    | b2net Stadium                  | 10 400    |
| Colchester United   | Colchester     | John McGreal     | Weston Homes Community Stadium | 10 105    |
| Coventry City       | Coventry       | Mark Robins      | Ricoh Arena                    | 32 609    |
| Crawley Town        | Crawley        | Harry Kewell     | Broadfield Stadium             | 5 996     |
| Crewe Alexandra     | Crewe          | David Artell     | Gresty Road                    | 10 180    |
| Exeter City         | Exeter         | Paul Tisdale     | St James Park                  | 8 830     |
| Forest Green Rovers | Nailsworth     | Mark Cooper      | The New Lawn                   | 5 147     |
| Grimsby Town        | Grimsby        | Russell Slade    | Blundell Park                  | 9 052     |
| Lincoln City        | Lincoln        | Danny Cowley     | Sincil Bank                    | 10 120    |
| Luton Town          | Luton          | Nathan Jones     | Kenilworth Road                | 10 356    |
| Mansfield Town      | Mansfield      | Steve Evans      | One Call Stadium               | 10 000    |
| Morecambe           | Morecambe      | Jim Bentley      | Globe Arena                    | 6 476     |
| Newport County      | Newport        | Michael Flynn    | Rodney Parade                  | 7 850     |
| Notts County        | Nottingham     | Kevin Nolan      | Meadow Lane                    | 19 588    |
| Port Vale           | Stoke-on-Trent | Michael Brown    | Vale Park                      | 19 052    |
| Stevenage           | Stevenage      | Darren Sarll     | Lamex Stadium                  | 6 722     |
| Swindon Town        | Swindon        | David Flitcroft  | County Ground                  | 15 728    |
| Wycombe Wanderers   | High Wycombe   | Gareth Ainsworth | Adams Park                     | 9 617     |
| Yeovil Town         | Yeovil         | Darren Way       | Huish Park                     | 9 566     |

## Clasificación
|  |     | Equipo                 | PJ | PG | PE | PP | GF | GC | DG  | PTS |
|  | --- | ---------------------- | -- | -- | -- | -- | -- | -- | --- | --- |
|  | 1.  | Accrington Stanley (A) | 43 | 28 | 6  | 9  | 74 | 41 | +33 | 90  |
|  | 2.  | Luton Town (A)         | 44 | 24 | 12 | 8  | 91 | 45 | +46 | 84  |
|  | 3.  | Wycombe Wanderers (A)  | 44 | 22 | 12 | 10 | 76 | 59 | +17 | 78  |
|  | 4.  | Exeter City            | 44 | 23 | 8  | 13 | 62 | 51 | +11 | 77  |
|  | 5.  | Notts County           | 44 | 21 | 13 | 10 | 70 | 46 | +24 | 76  |
|  | 6.  | Lincoln City           | 43 | 19 | 14 | 10 | 59 | 44 | +15 | 71  |
|  | 7.  | Coventry City (A)      | 43 | 21 | 8  | 14 | 56 | 42 | +14 | 71  |
|  | 8.  | Mansfield Town         | 44 | 17 | 17 | 10 | 63 | 49 | +14 | 68  |
|  | 9.  | Swindon Town           | 44 | 19 | 7  | 18 | 64 | 65 | -1  | 64  |
|  | 10. | Carlisle United        | 44 | 16 | 15 | 13 | 59 | 52 | +7  | 63  |
|  | 11. | Colchester United      | 44 | 16 | 13 | 15 | 53 | 51 | +2  | 61  |
|  | 12. | Cambridge United       | 43 | 16 | 12 | 15 | 50 | 58 | -8  | 60  |
|  | 13. | Crawley Town           | 44 | 16 | 10 | 18 | 56 | 63 | -7  | 58  |
|  | 14. | Newport County         | 42 | 14 | 15 | 13 | 51 | 54 | -3  | 57  |
|  | 15. | Stevenage              | 44 | 13 | 13 | 18 | 57 | 63 | -6  | 52  |
|  | 16. | Cheltenham Town        | 44 | 13 | 12 | 19 | 65 | 65 | 0   | 51  |
|  | 17. | Crewe Alexandra        | 44 | 15 | 5  | 24 | 58 | 73 | -15 | 50  |
|  | 18. | Port Vale              | 44 | 11 | 14 | 19 | 48 | 60 | -12 | 47  |
|  | 19. | Yeovil Town            | 43 | 12 | 10 | 21 | 56 | 71 | -15 | 46  |
|  | 20. | Forest Green Rovers    | 43 | 13 | 7  | 23 | 53 | 71 | -18 | 46  |
|  | 21. | Grimsby Town           | 44 | 11 | 12 | 21 | 37 | 65 | -28 | 45  |
|  | 22. | Morecambe              | 43 | 9  | 17 | 17 | 41 | 55 | -14 | 44  |
|  | 23. | Barnet                 | 44 | 10 | 10 | 24 | 42 | 65 | -23 | 40  |
|  | 24. | Chesterfield           | 43 | 9  | 8  | 26 | 45 | 78 | -33 | 35  |

|  | Ascendieron a la EFL League One.          |
|  | Clasificaron para el play-off de ascenso. |
|  | Descendieron a la Conference Premier.     |

## Play-offs por el cuarto ascenso a laEFL League One
|  | Semifinales   | Semifinales | Semifinales   |   |             | Final | Final |  |
|  |               |             |               |   |             |       |       |  |
|  |               |             |               |   |             |       |       |  |
|  | Lincoln City  | 0           | 1             |   |             |       |       |  |
|  | Lincoln City  | 0           | 1             |   |             |       |       |  |
|  | Exeter City   | 0           | 3             |   |             |       |       |  |
|  | Exeter City   | 0           | 3             |   | Exeter City | 1     |       |  |
|  |               |             |               |   | Exeter City | 1     |       |  |
|  |               |             | Coventry City | 3 |             |       |       |  |
|  | Coventry City | 1           | Coventry City | 3 | 4           |       |       |  |
|  | Coventry City | 1           |               |   | 4           |       |       |  |
|  | Notts County  | 1           | 1             |   |             |       |       |  |
|  | Notts County  | 1           | 1             |   |             |       |       |  |
|  |               |             |               |   |             |       |       |  |

### Semifinales
| Play-Offs - Semifinal Ida; 12 de mayo de 2018, 9:00 UTC+0 | Lincoln City | 0:0 | Exeter City | Sincil Bank, Lincoln                                |  |
|                                                           |              |     |             | Asistencia: 9509 espectadores Árbitro(s): Ben Toner |  |

| Play-Offs - Semifinal Vuelta; 17 de mayo de 2018, 13:45 UTC+0 | Exeter City                             | 3:1 (1:0) | Lincoln City | St James Park, Exeter                                    |                                                          |
|                                                               | Stockley 27' · Boateng 47' · Harley 69' |           | Green 78'    | Asistencia: 5645 espectadores Árbitro(s): Darren England | Asistencia: 5645 espectadores Árbitro(s): Darren England |

| Play-Offs - Semifinal Ida; 12 de mayo de 2018, 13:30 UTC+0 | Coventry City | 1:1 (0:0) | Notts County | Ricoh Arena, Coventry                                  |                                                        |
|                                                            | McNulty 87'   |           | Forte 49'    | Asistencia: 17 404 espectadores Árbitro(s): Gavin Ward | Asistencia: 17 404 espectadores Árbitro(s): Gavin Ward |

| Play-Offs - Semifinal Vuelta; 18 de mayo de 2018, 13:45 UTC+0 | Notts County | 1:4 (1:2) | Coventry City                             | Meadow Lane, Nottingham                                     |                                                             |
|                                                               | Grant 44'    |           | Biamou 6' 71' · McNulty 37' · Bayliss 86' | Asistencia: 17 615 espectadores Árbitro(s): Darren Drysdale | Asistencia: 17 615 espectadores Árbitro(s): Darren Drysdale |

### Final
| Play-Offs - Final; 28 de mayo de 2018, 9:00 UTC+0 | Coventry City                            | 3:1 (0:0) | Exeter City   | Wembley Stadium, Londres |                        |
|                                                   | - Willis 49' - Shipley 54' - Grimmer 68' |           | - Edwards 89' | Árbitro(s): David Webb   | Árbitro(s): David Webb |

- Datos: Q30096441